# Philetor brachypterus
Philetor brachypterus (Temminck, 1840) è un pipistrello della famiglia dei Vespertilionidi, unica specie del genere Philetor (Thomas, 1902), diffuso nell'Ecozona orientale e australasiana.

## Descrizione

### Dimensioni
Pipistrello di piccole dimensioni, con la lunghezza della testa e del corpo tra 50,5 e 65 mm, la lunghezza dell'avambraccio tra 30 e 39 mm, la lunghezza della coda tra 29,6 e 40 mm, la lunghezza del piede tra 8 e 11 mm, la lunghezza delle orecchie tra 10 e 14 mm, un'apertura alare fino a 26,2 cm e un peso fino a Template:15.

### Caratteristiche craniche e dentarie
Il cranio è angolato, con il rostro che si sviluppa progressivamente verso l'ampia e rotonda scatola cranica. Gli incisivi superiori esterni sono lunghi, bifidi e procumbenti, mentre quelli più interni sono più piccoli. I premolari superiori sono ridotti. I canini sono provvisti di una seconda cuspide.
Sono caratterizzati dalla seguente formula dentaria:

### Aspetto
La pelliccia è corta e densa. Le parti dorsali variano dal bruno-rossastro al marrone scuro, con la base dei peli bruno-grigiastra chiara. Le parti ventrali variano dal bruno-rossastro al bruno-grigiastro. La testa è appiattita. Il muso è largo, tronco e cosparso di pochi peli. Le orecchie sono grandi e rotonde, con il margine posteriore attaccato alla base della gola. La superficie interna del padiglione auricolare è cosparsa di peli. Il trago è rettangolare, mentre l'antitrago è ben sviluppato. Gli occhi sono piccoli. Le ali sono corte e molto strette, dovuto principalmente alla breve lunghezza del quinto dito. I genitali di entrambi i sessi sono insolitamente modificati. Il pene è allungato, con un cuscinetto setoloso sul glande dal quale fuoriesce un piccolo fusto che sorregge una struttura triangolare, mentre la vulva è circondata da cinque cuscinetti carnosi separati tra loro. 

### Ecolocazione
Emette ultrasuoni a basso ciclo di lavoro sotto forma di impulsi di durata intermedia a frequenza modulata iniziale di 70 kHz e finale a 30 kHz. Questa configurazione è adatta alla predazione in spazi aperti.

## Biologia

### Comportamento
Si rifugia nelle cavità degli alberi a circa 1,5-4,5 metri dal suolo in gruppi fino a 55 individui. L'attività predatoria inizia al tramonto.

### Alimentazione
Si nutre di coleotteri e imenotteri catturati sotto la copertura forestale oppure sui prati.

### Riproduzione
Femmine gravide con un singolo embrione sono state catturate tra la fine di maggio e metà giugno. Danno alla luce un piccolo alla volta.

## Distribuzione e habitat
Questa specie è diffusa nello stato indiano del Sikkim e nel Nepal centrale e orientale; Penisola Malese, Sumatra centro-occidentale, Borneo settentrionale, Sulawesi, Filippine: Luzon, Catanduanes, Leyte, Negros, Panay, Samar e Mindanao; Nuova Guinea, in Nuova Britannia orientale e Nuova Irlanda meridionale.
Vive nelle foreste pluviali, foreste montane, foreste secondarie e paludose fino a 2.100 metri di altitudine. In Nuova Guinea è stato osservato anche nelle piantagioni di noci da cocco.

## Conservazione
La IUCN Red List, considerato il vasto areale, la popolazione presumibilmente numerosa, la presenza in diverse aree protette e la tolleranza alle modifiche ambientali, classifica P.brachypterus come specie a rischio minimo (Least Concern)).